# 苏黎世州银行
苏黎世州银行（德語：Zürcher Kantonalbank，简称ZKB）成立于1870年，是一家全能银行，主要向苏黎世地区个人及机构提供银行理财产品，例如储蓄及抵押贷款。
2017年，苏黎世州银行的总资产达 1627.1 亿瑞郎，瑞士银行业中排名第六。 环球金融杂志 (Global Finance Magazine) 在全球最安全银行排名中将苏黎世州银行评在第二位，标普、惠誉和穆迪三大评级机构认证该银行为 AAA/Aaa金融机构 。
苏黎世州银行作为州立银行虽然是独立法人，但被苏黎世州政府全资拥有并受苏黎世州理事会监督管辖，遵从《苏黎世州银行法》，也受到国家提供的全面担保。根据法律规定，苏黎世州政府对苏黎世州银行所有的债权人负有偿还义务，这种以州政府担保的优点在於能够为金融市场提供稳定性，特别是在经济动荡时期。

## 历史
苏黎世州银行于1870年2月15日由苏黎世州议员 Johann Jakob Keller 提议开设，是“苏黎世人民的银行”，也就是说苏黎世州提供资金，以国家名义担保银行债务，并任命最高管理机构，其公共执行任务及社会政治责任写入苏黎世州法律。

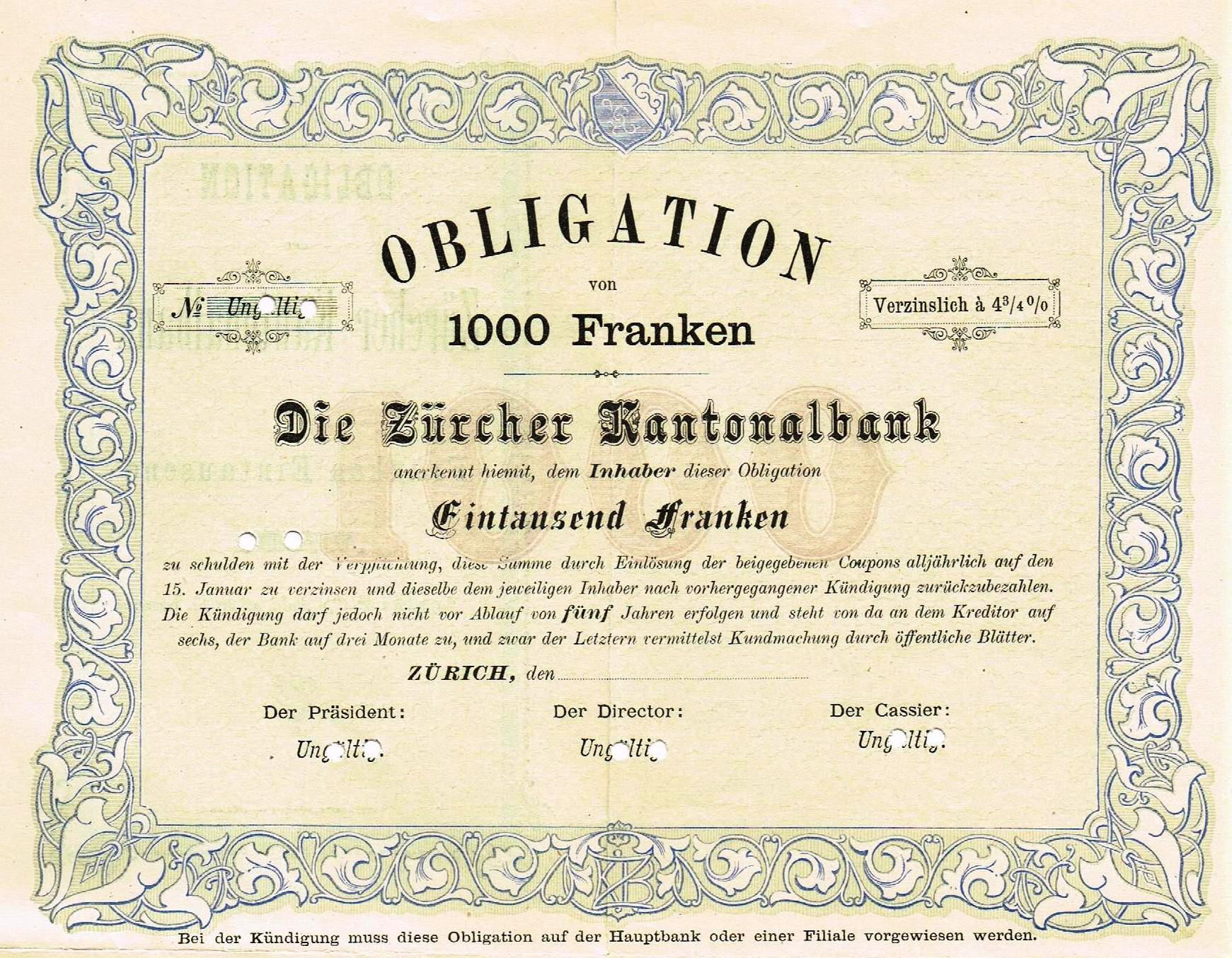
图一：苏黎世州银行1879年发行的债券

2018年8月，苏黎世州银行和美国之间长达7年的美国客户逃税案之争以苏黎世州银行向美国偿付高达9.85千万美元告终。

## 组织结构[11]
苏黎世州银行是苏黎世州网点分布最多的银行，有103个网点。
截至2018年底，ZKB拥有三所分公司，分别是：
- Swisscanto：其投资理财产品面向瑞士、列支敦士登、奥地利和卢森堡。
- ZKB 奥地利[12]：自2010年2月1日起完全属于ZKB。其总部位于萨尔茨堡，维也纳有一处分行。
- ZKB Finance (Guernsey)

另外ZKB在中国北京、印度孟买、新加坡、巴拿马和巴西圣保罗设有办事处。